# 6514 Torahiko
6514 Torahiko è un asteroide della fascia principale. Scoperto nel 1987, presenta un'orbita caratterizzata da un semiasse maggiore pari a 2,6178818 UA e da un'eccentricità di 0,2404694, inclinata di 12,37661° rispetto all'eclittica.